# Fiona Fullerton
Fiona Elizabeth Fullerton (Kaduna, Nigeria, 10 de octubre de 1956) es una actriz británica de cine y televisión.
Es más conocida por su papel como la espía de la KGB Pola Ivanova en la película de James Bond En la mira de los asesinos (1985) y como Alicia en la película Alicia en el País de las Maravillas (1972).

## Vida personal
Ella es la hija de Bernard y Pamela (nacida Crook) Fullerton. Es hija única, vivió con sus padres en Singapur, Alemania, Estados Unidos y Nigeria. Después de las clases semanales de ballet, a la edad de 9 años fue aceptada en la Escuela de ballet Elmhurst en Camberley, Surrey como alumna.
Fullerton se casó con el actor Simon MacCorkindale en 1976 a la edad de diecinueve años, pero el matrimonio terminó en divorcio en 1981. Luego pasó trece años viviendo y trabajando en Londres. Ella conoció a Neil Shackell y la pareja se casó poco después de su encuentro en 1994, y ahora vive en los Cotswolds con su hijo James y su hija Lucy (nacida en 1995). 

## Filmografía como actriz
Cine
- Salvaje y libre (Run Wild, Run Free) de Richard C. Sarafian (1969) como Diana.
- Nicolás y Alejandra (Nicholas and Alexandra), de Franklin J. Schaffner (1971) como Anastasia.
- Alicia en el país de las maravillas (Alice's Adventures in Wonderland) de William Sterling (1972) como Alicia.
- A Question of Faith (1979) de Colin Nears.
- El Factor humano (The Human Factor) de Otto Preminger (1979) como Elizabeth.
- The Ibiza Connection (1984) como Jane Verdi.
- En la mira de los asesinos (A View to a Kill) de John Glen (1985) como Pola Ivanova.
- Shaka Zulu (1987) como Elizabth Farewell.
- Harry and Harriet Estados Unidos (Eine Frau namens Harry) (1990) como Catherine.
- Diggity: A Home at Last de Tom Reeve (2001) como Felicia.

Televisión
- Angels (13 episodios, 1975-1976) como Patricia Rutherford.
- Dick Barton: Special Agent (1 episodio, 1979) como Virginia Marley.
- Gauguin el Salvaje (TV, 1980) como Rashel.
- The Kenny Everett Television Show (1 episodio, 1985) como Varios.
- Mantén vivo el sueño (TV, 1986) como Sky Smith.
- Shaka Zulu (1 episodio, 1987) como Elizabeth Farewell.
- The Charmer (6 episodios, 1987) como Clarice Mannors.
- A Hazard of Hearts (TV, 1987) como Lady Isabel Gillingham.
- Hemingway (TV, 1988) como Lady Duff Twysden.
- A Taste for Death (6 episodios, 1988) como Lady Barbara Berowne.
- La vida secreta de Ian Fleming (TV, 1990) como Lady Caroline.
- A Ghost in Monte Carlo (TV, 1990) como Lady Violet.
- To Be the Best (TV, 1992) como Madelena.
- Calor tropical (1 episodio, 1992) como Claire.
- The Bogie Man (TV, 1992)